# Pfarrkirche Rappoltenkirchen

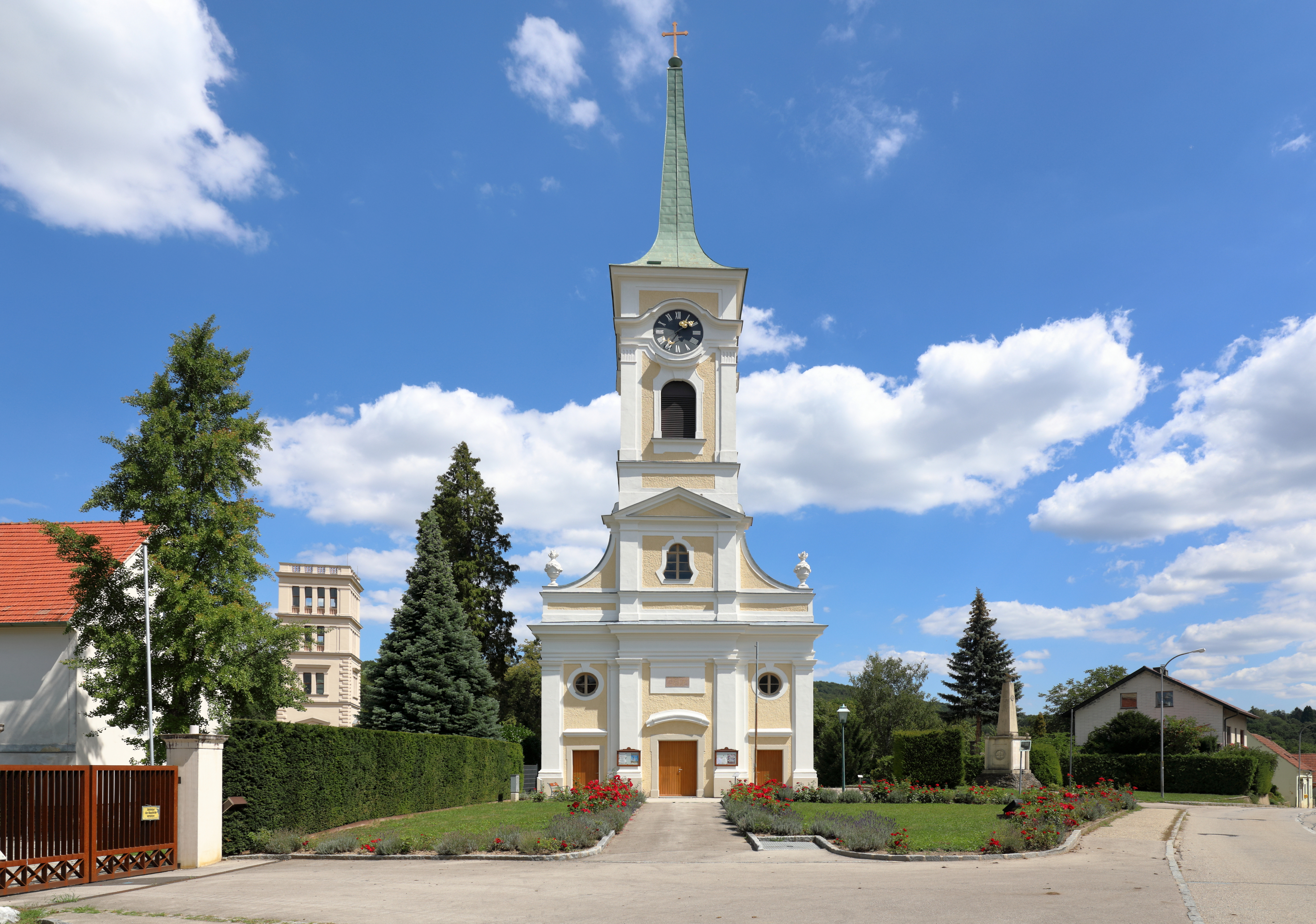
Katholische Pfarrkirche hl. Georg in Rappoltenkirchen

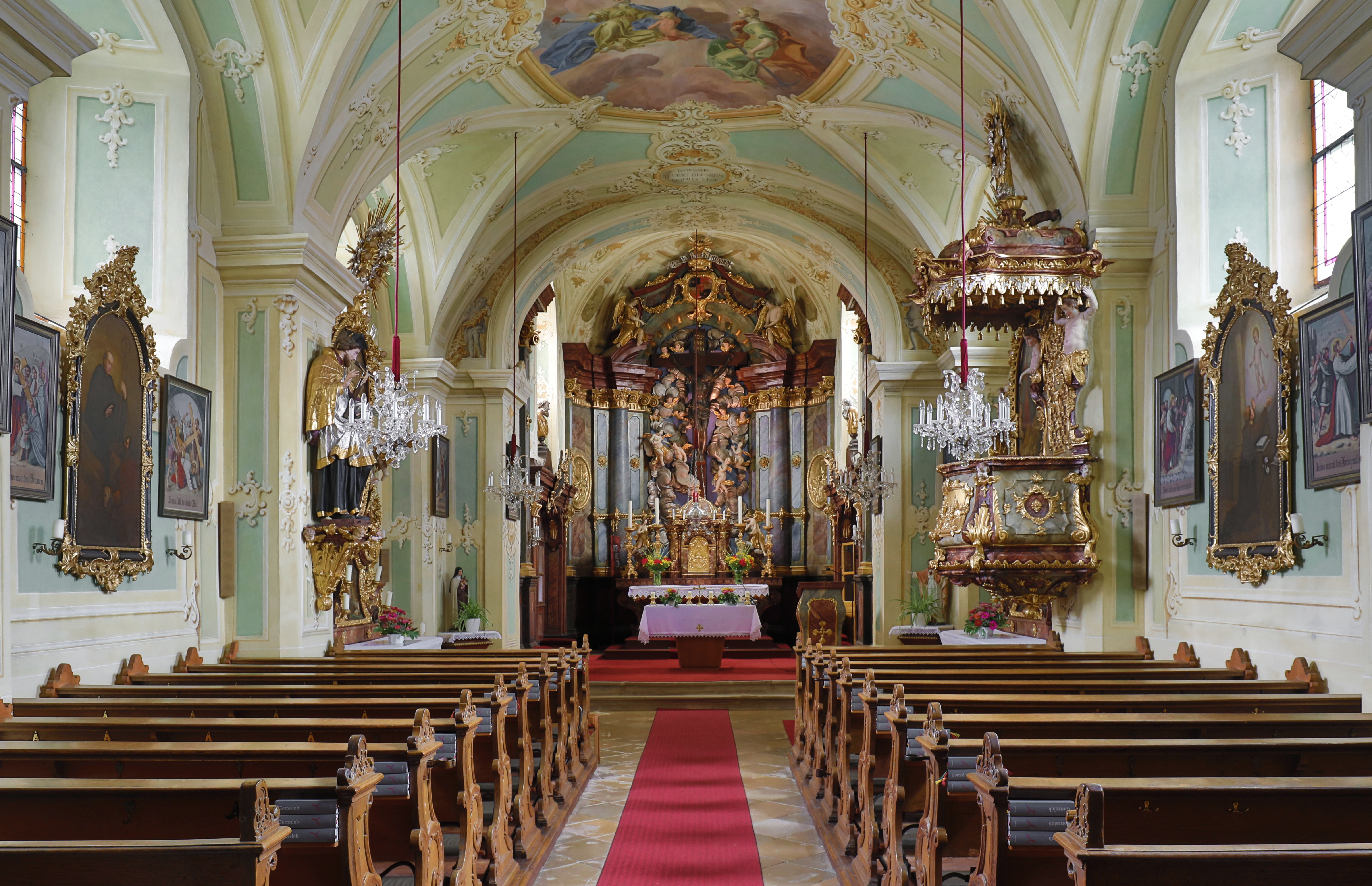
Langhaus, Blick zum Chor

Die römisch-katholische Pfarrkirche Rappoltenkirchen steht am nördlichen Ende der Ortschaft Rappoltenkirchen in der Marktgemeinde Sieghartskirchen im Bezirk Tulln in Niederösterreich. Die dem Patrozinium des Heiligen Georg unterstellte Pfarrkirche gehört zum Dekanat Tulln in der Diözese St. Pölten. Die Kirche steht unter Denkmalschutz (Listeneintrag).

## Geschichte
Im 12. Jahrhundert bestand wohl bereits eine Pfarre, urkundlich 1229 genannt. In der Mitte des 13. Jahrhunderts Lehenspfarre der Regensburger Domvögte. Nach dem Türkensturm 1529 wurde die Pfarre aufgelöst. Die Kirche wurde durch die Herren von Lippitz wiederaufgebaut. Im Jahr 1586 wurde das Langhaus zu einem Wandpfeilersaal umgebaut. Im Jahr 1614 wurde die Pfarre mit Sieghartskirchen vereinigt und im Jahr 1753 als Patronatspfarre wiedererrichtet.
Die barocke Ausstattung der Kirche entstand 1740 unter Ferdinand Graf Kuefstein. 1768 war eine Kirchweihe. Der 1809 von durchziehenden französischen Truppen niedergebrannte Turm wurde unter dem Freiherrn von Sina wiederhergestellt.

## Architektur
Der barocke Saalbau hat einen gotischen Kern.
Die klassizistische dreiachsige Westfassade von 1780 wurde laut einer Inschrift im Jahr 1816 wiederhergestellt. Mittig befindet sich ein dreigeschoßiger Fassadenturm mit einem Obeliskendach aus dem Anfang des 19. Jahrhunderts. Das Erdgeschoß ist durch toskanische Pilaster gegliedert, darüber befindet sich eine Giebelädikula zwischen Schmiegen mit einem Vasenaufsatz.
Am südlichen mittleren Joch des Langhauses befindet sich ein vermauertes Renaissance-Portal mit Pilastern, einem vorspringenden Keilstein und Wappen am Türsturz mit 1586.
Der polygonal geschlossene eingezogene Chor zeigt den gotischen Kern mit den zweifach abgetreppten Strebepfeilern. Im südlichen Chorwinkel steht der Sakristeianbau, im nördlichen Chorwinkel der Oratoriumsanbau.
Das Kircheninnere zeigt ein tonnengewölbtes Turmerdgeschoß. Das Langhaus als dreijochiger Wandpfeilerraum ist von einer korbbogigen Stichkappentonne überwölbt und durch kräftige Pilaster sowie mit einer profilierten Stichkappentonne gegliedert, die Segmentbogenfenster befinden sich in tiefen Nischen. Die Westempore hat einen Orgelerker. Der korbbogige Triumphbogen ist eingezogen. Der einjochige platzlgewölbte Chor hat beidseits Öffnungen mit von Pilastern und Volutenkonsolen getragenem reich profilierten Gebälk und darüber Namenskartuschen und Büsten der Heiligen Petrus und Paulus aus der Mitte des 18. Jahrhunderts, die Öffnungen führen rechts in die Sakristei und links in das Oratorium.

## Ausstattung
Die Raumausstattung ist durch die illusionistische Ausmalung von Antonio d’Agostini und eine einheitlich barocke Ausstattung geprägt. Die einheitliche Ausmalung in zarten Grün- und Gelbtönen, mit Architekturmalerei mit Rocailledekor und szenischen Medaillons nennt an der linken Chorwand Antonio d’Agostini 1749 und Restaurierung durch N. Peyscha 1953–55. Die Deckenmalerei zeigt in der Apsis zwei ovale Grisaillemedaillons Opferung Isaaks und Christus am Ölberg, im Chorjoch Engel mit den Leideswerkzeugen und Verherrlichung der Eucharistie, im Langhaus allegorische Figuren Glaube, Liebe, Hoffnung, über der Orgelempore Engelssturz.

## Einrichtung
Der Hochaltar mit einem frei stehenden Altartisch in Sarkophagform mit einem mächtigen von Steilvoluten gegliederten überkuppelten Tabernakel zwischen adorierenden Engeln hat dahinter eine Marmor imitierende Apsisverkleidung, pilastergegliedert, die Mitte überhöht durch einen giebeligen Auszug über gesprengtem Gebälk und Halbsäulen als Rahmung für ein Kruzifix mit einem Korpus aus Bleiguss. Am Mittelteil befindet sich eine Wappenkartusche der Grafen Kuefstein und in den Seitenfeldern je ein ovales vergoldetes Relief Dornenkrönung und Kreuztragung.
Die Brüstungsorgel schuf Peter Titz 1869 in einem Gehäuse mit Neorenaissance-Motiven. Eine Glocke goss wohl Franz Josef Scheichel in der zweiten Hälfte des 18. Jahrhunderts.

## Grabdenkmäler
Im Turmerdgeschoß ein Gedenkstein für die Gefallenen der Kriege von 1866 und 1878 (Bosnien) aus 1898.